# Javier de Carlos Izquierdo
Javier de Carlos Izquierdo, nacido en La Rioja (España) en 1964.
Doctor en Prehistoria por la Universidad Complutense de Madrid. Antropólogo, historiador y arqueólogo. Fundador de la corriente denominada Arqueogeografía y especializado en Antropología Operativa. Su principal especialidad es el estudio de las culturas para la compresión de las Relaciones Internacionales y de los conflictos actuales desde una perspectiva sociocultural.
Colaboró con Julio Caro Baroja entre 1984 y 1986 en el Instituto Miguel de Cervantes del CSIC, lo que le orientó hacia la etnografía, los procesos de aculturación y el cambio cultural. .
Los catedráticos Manuel Fernández Miranda, Celso Martín de Guzmán y Martín Almagro Gorbea le encaminaron hacia la Prehistoria y la Arqueología.
En el ámbito de la geografía humana es discípulo de Ricardo Méndez Gutiérrez del Valle, miembro del Instituto de Economía y Geografía del CSIC. Gracias a su colaboración conoció la teoría y la práctica de la ordenación del territorio de las sociedades contemporáneas.
En 1992 presentó la Tesis doctoral La Arqueogeografía: Un procedimiento para el estudio del espacio prehistórico, dirigida por Gonzalo Ruiz Zapatero. Está tesis definió el Método Arqueogeográfico como forma de investigación de la relación entre el hombre y el medio de sociedades estudiadas por la arqueología.
En sus primeros trabajos ofrece una síntesis de la arqueología espacial.

## Currículum académico
- Analista de Relaciones Internacionales.
- Análisis Sociocultural.
- Consultor de Riesgos políticos, económicos y de seguridad.
- Comunicación estratégica.
- Asesor en protección de patrimonio cultural y asuntos arqueológicos.
- Publicaciones y conferencias en sus especialidades.

## Algunas publicaciones
- (2019) Inteligencia Sociocultural. La Fase de Obtención. Madrid, Revista Ejército, (945), 22-27.
- (2017) Política migratoria y la Estrategia Global de la Unión Europea. III Congreso ADESyD. 
- (2017) Antropología Operativa. Barataria. Revista Castellano-Manchega de Ciencias Sociales, (22), 99-118.
- (2017) Relaciones Bilaterales entre la Union Europea y China. Madrid, IEEE.
- (2015) Presente y Futuro del Enfoque Cultural. Madrid, IEEE.
- (2015) Enfoque Cultural y Relaciones Internacionales. El caso de Salvador. Revista Electrónica Iberoamericana, Volumen 9, n.º 1. 
- (1992) La Arqueogeografía. Un procedimiento para el estudio del espacio prehistórico Archivado el 23 de enero de 2014 en Wayback Machine.. Madrid, Editorial de la Universidad Complutense de Madrid.
- (1993) La Prospección Predictiva. Moncada, Valencia. II Congreso de Jóvenes Historiadores y Geógrafos.
- (1991) Un inmenso yacimiento de la Edad del Bronce en Villaverde. Revista de Arqueología, 19. Pp.52-55. Madrid., Zugarto Ediciones.
- (1989) Desde la ortodoxia espacial hasta el albor del método Arqueogeográfico. Aplicación crítica del site catchment analysis. Boletín del Seminario de Estudios de Arte y Arqueología, Tomo LV, Pp.15-40, Valladolid, Universidad de Valladolid.
- (1987) Una aproximación territorial al fenómeno megalítico. La Rioja Alavesa y Cuartango. Archivado el 28 de abril de 2011 en Wayback Machine. Munibe, Spl. 6, Pp.113-127. San Sebastián.

## Resumen publicaciones
- Artículos de revistas
- Libros y Colaboraciones en obras colectivas
- Tesis